# Plessis-de-Roye
Plessis-de-Roye é uma comuna francesa na região administrativa de Altos da França, no departamento de Oise. Estende-se por uma área de 6,2 km². Em 2010 a comuna tinha 237 habitantes (densidade: 38,2 hab./km²).